# Атик Али-пашина џамија у Фочи
Атик Али-пашина џамија је градитељска цјелина које се налази у сјеверном дијелу Фоче, у насељу званом Доње поље испод ушћа ријеке Ћехотине. Објекат се налази између двије улице, улице 8. марта на источној и улице Касима Ћорића на сјеверној старни. Улаз у џамијски харем је из улице Касима Ћорића.

## Историјат
Муслук (Атик Али-пашину) џамију је саградио Атик Али-паша, војсковођа који је живио у Цариграду. Џамија потпада под вриједне сакралне споменике БиХ из османског периода. Џамија је изграђена 1564. године. Изнад улаза се налази плоча на којој су исписани цитати из Курана и исламске традиције:
„Ову џамију подиже за оне који сеџду чине (ничице падају)
А у име Аллаха, створитеља свјетова,
Атик Али-паша, који воли ашике,
И који жели добро чинити вјерницима,
Он помаже вјеру и сакупља добре и побожне,
Па ви богобојазни униђите у џамију сигурни и спасени.
Боже, спаси градитеља.
Кронограм џамије: „Аллах је љепота и творац Арша.
Године 952.“ (1546)
Санациони радови на Муслук џамији вршени су 1973. године. Као посљедица ратних дејстава у Босни и Херцеговини у периоду 1992-1995. године објекат Атик Али-пашине џамије у Фочи је у потпуности уништен. У новембру 2003. године, извршена је обнова објекта, која је завршена у јулу 2007. године.